# 久城りおん
久城 りおん（くじょう りおん）は、日本のアニメーター、アニメ演出家、アニメ監督。

## 経歴
『明日のよいち!』で初監督。

## 作品リスト

### テレビアニメ
1999年
- 魔術士オーフェン（演出）
- 南海奇皇（演出）
- 小さな巨人 ミクロマン（絵コンテ・演出・原画）
- キョロちゃん（演出）
- 今、そこにいる僕（原画）

2000年
- Blue Gender（演出）
- サクラ大戦TV（原画）
- へっぽこ実験アニメーション エクセル♥サーガ（演出）
- ファーブル先生は名探偵（演出）
- 幻想魔伝 最遊記（2000年 - 2001年、絵コンテ・演出・原画・動画）
- BRIGADOON まりんとメラン（演出）

2001年
- 超GALS!寿蘭（演出・原画）
- 電脳冒険記ウェブダイバー（絵コンテ）
- スクライド（原画・絵コンテ・演出）
- 旋風の用心棒（2001年 - 2002年、絵コンテ・演出）

2002年
- 東京アンダーグラウンド（絵コンテ・演出・原画）
- Witch Hunter ROBIN（演出・原画）
- NARUTO -ナルト-（2002年 - 2007年、原画・絵コンテ・演出）
- 天使な小生意気（2002年 - 2003年、絵コンテ・演出・原画）

2003年
- THE ビッグオー second season（原画）
- 高橋留美子劇場（演出・原画）
- 神魂合体ゴーダンナー!!（絵コンテ・演出）

2004年
- 神魂合体ゴーダンナー!! SECOND SEASON（助監督・演出・演出協力・原画）
- 愛してるぜベイベ★★（演出）
- GIRLSブラボー first season（原画）
- To Heart 〜Remember my Memories〜（演出・原画）

2005年
- ガン×ソード（助監督・原画・絵コンテ・演出・演出協力）

2006年
- ガイキング LEGEND OF DAIKU-MARYU（演出）
- BLOOD+（原画）
- TOKKO 特公（原画）
- コードギアス 反逆のルルーシュ（2006年 - 2007年、演出（OP）、作画→原画（OP））
- 砂沙美☆魔法少女クラブ シーズン2（演出）

2007年
- 京四郎と永遠の空（原画）
- 獣装機攻ダンクーガノヴァ（原画）
- アイドルマスター XENOGLOSSIA（絵コンテ・演出・原画）
- 地球へ…（演出（OP）絵コンテ・演出・原画（ED2）・絵コンテ）
- バンブーブレード（2007年 - 2008年、絵コンテ・演出）
- ケロロ軍曹（演出）

2008年
- コードギアス 反逆のルルーシュR2（原画）

2009年
- NARUTO -ナルト- 疾風伝（絵コンテ）
- 明日のよいち!（監督・絵コンテ・演出）
- うみねこのなく頃に（演出）

2010年
- 迷い猫オーバーラン!（監督・絵コンテ・演出）
- バクマン。（2010年 - 2011年、絵コンテ・原画）

2011年
- 夢喰いメリー（第二原画）
- べるぜバブ（2011年 - 2012年、原画）

2012年
- はぐれ勇者の鬼畜美学（監督・絵コンテ・演出・原画（OP））

2013年
- 世界でいちばん強くなりたい!（監督・絵コンテ・演出）

2014年
- ガイストクラッシャー（絵コンテ・演出）
- さばげぶっ! （原画（OP））

2015年
- ISUCA（絵コンテ・演出（OP）、原画（OP））

2016年
- タイムトラベル少女〜マリ・ワカと8人の科学者たち〜（助監督・演出）
- D.Gray-man HALLOW（原画）

2017年
- 機動戦士ガンダム 鉄血のオルフェンズ（第二原画）
- アニメガタリズ（原画・作画監督）
- ラブライブ!サンシャイン!!（演出）

2018年
- BORUTO-ボルト- NARUTO NEXT GENERATIONS（絵コンテ）

2019年
- 群青のマグメル（助監督・絵コンテ・演出）

2020年
- 織田シナモン信長（絵コンテ）

2021年
- たとえばラストダンジョン前の村の少年が序盤の街で暮らすような物語（絵コンテ）
- 東京リベンジャーズ（演出）
- 精霊幻想記（演出）
- 闘神機ジーズフレーム（絵コンテ）

2022年
- 真・一騎当千（監督）

2023年
- 勇者が死んだ!（監督・絵コンテ・演出）
- るろうに剣心 -明治剣客浪漫譚- (2023)（演出）

2024年
- バーテンダー 神のグラス（絵コンテ）

2025年
- まったく最近の探偵ときたら（監督）

### 劇場アニメ
2001年
- 劇場版 幻想魔伝 最遊記 Requiem 選ばれざる者への鎮魂歌（絵コンテ、演出、原画）

2009年
- 劇場版ヤッターマン 新ヤッターメカ大集合! オモチャの国で大決戦だコロン!（演出、原画）

2010年
- 劇場版 NARUTO -ナルト- 疾風伝 ザ・ロストタワー（演出、第二原画）
- 劇場版 機動戦士ガンダム00 -A wakening of the Trailblazer-（第2原画）
- 名探偵コナン 天空の難破船（演出、原画）

2011年
- 名探偵コナン 沈黙の15分（演出）
- スクライド オルタレイション TAO（演出）

2012年
- スクライド オルタレイション QUAO（演出）

2014年
- スポチャン対決! 〜妖怪大決戦〜（第二原画）

### OVA
- 勇者王ガオガイガーFINAL（2000年、原画）
- クイズマジックアカデミー（2008年、原画）
- きグルみっく☆V3 -ベストエピソードコレクション-（2009年、助監督）
- 装甲騎兵ボトムズ Case;IRVINE（2011年、原画）
- 一騎当千 集鍔闘士血風録（2012年、監督、絵コンテ、演出）